# Uppal Kalan
Uppal Kalan è una suddivisione dell'India, classificata come municipality, di 118.259 abitanti, situata nel distretto di Rangareddy, nello stato federato del Telangana. In base al numero di abitanti la città rientra nella classe I (da 100.000 persone in su).

## Società

### Evoluzione demografica
Al censimento del 2001 la popolazione di Uppal Kalan assommava a 118.259 persone, delle quali 61.299 maschi e 56.960 femmine. I bambini di età inferiore o uguale ai sei anni assommavano a 13.683, dei quali 7.072 maschi e 6.611 femmine. Infine, coloro che erano in grado di saper almeno leggere e scrivere erano 86.399, dei quali 48.734 maschi e 37.665 femmine.